# Autoclaaf

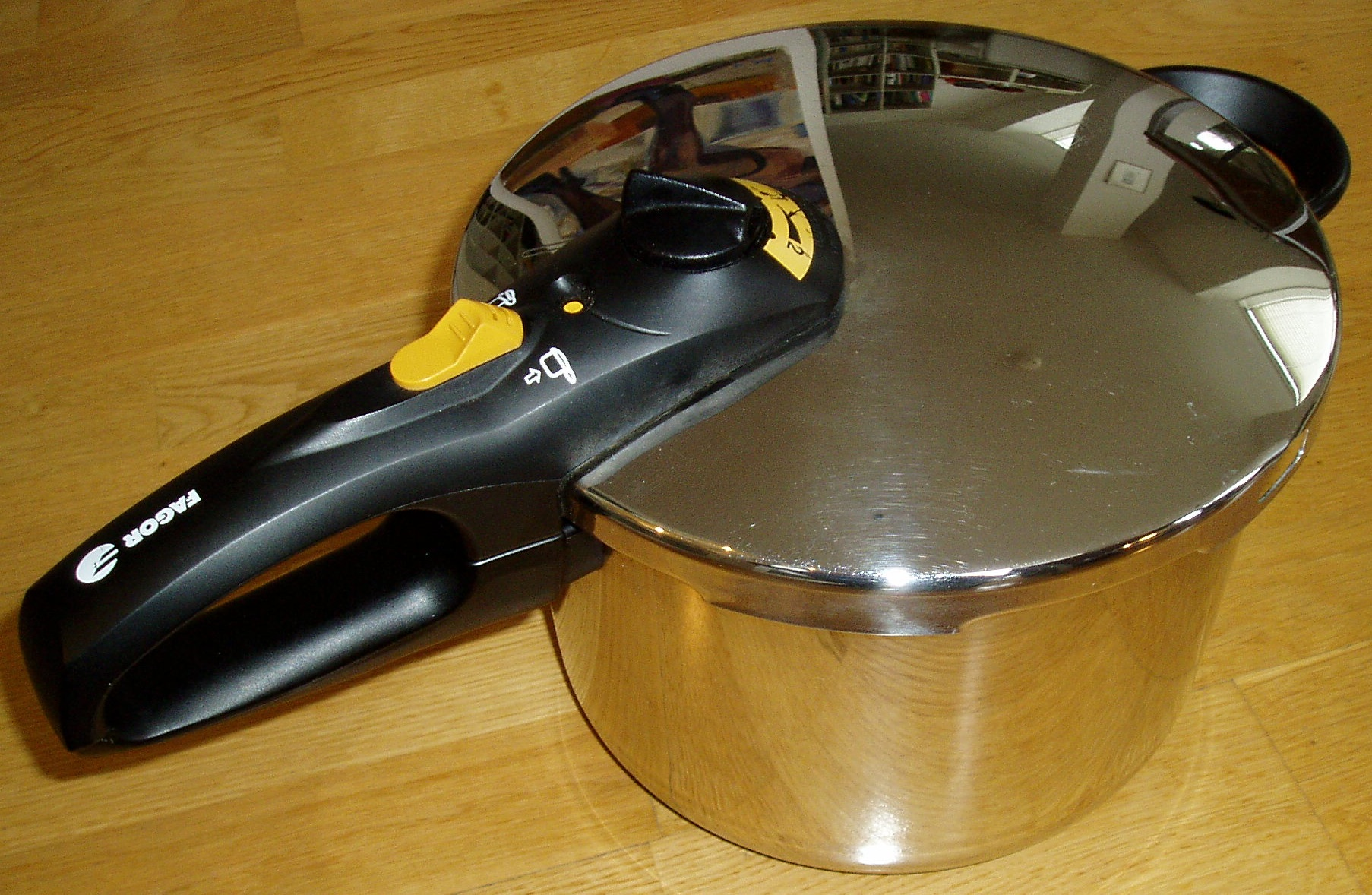
Snelkookpan

Een autoclaaf is een afgesloten drukvat waarin de druk dient om een proces te starten, beïnvloeden of stoppen. Vaak bevat een autoclaaf een hoeveelheid vloeistof waarmee door verwarming een hoge druk wordt opgewekt door de verdamping van die vloeistof. Zo'n autoclaaf wordt papiniaanse pot genoemd, naar de Franse uitvinder Denis Papin (1647-1712). Uitgeweken naar Engeland demonstreerde hij in 1681 dat het onder hoge druk koken van de botten van een konijn een zeer goede gelatine gaf. Ook andere autoclaven gebruiken vaak een hoge temperatuur.
Er zijn een aantal toepassingen in de techniek:
- In de medische wereld en microbiologische laboratoria om materialen te steriliseren; zie autoclaaf (laboratorium);
- In de analytische chemie om monstermateriaal geschikt te maken voor analyse, zie microwave destructie;
- Bij de bereiding van voedsel: een snelkookpan;
- Na het verpakken van conserven, om de inhoud van potten en blikken te steriliseren;
- bij de productie van hoogwaardige vezelversterkte kunststof voorwerpen, bijvoorbeeld voor de lucht- en ruimtevaart.

Verder zijn er in de procestechniek talloze toepassingen waar een combinatie van hoge druk én hoge temperatuur gebruikt wordt om reacties tot stand te brengen. Voorbeelden zijn:
- Het kraken van nafta
- Synthese van lagedichtheidspolyethyleen
- De hardingsfase bij de productie van cellenbeton ofwel gasbeton[1]